# Campeonato Sudamericano de Baloncesto de 1943
El Campeonato Sudamericano de Baloncesto de 1943 corresponde a la XI edición del Campeonato Sudamericano de Baloncesto. Disputado en Lima, Perú entre los días 3 y 17 de mayo. Fue ganado por la selección de Argentina. Seis países compitieron, incluyendo a la debutante Bolivia, a pesar de la Segunda Guerra Mundial.

## Resultados

### Ronda previa
La primera ronda constaba de 15 partidos entre las seis selecciones participantes. Clasifican los cuatro mejores primeros.
|   | Equipo    | Pts | G | P | PF  | PC  | Dif  |
| - | --------- | --- | - | - | --- | --- | ---- |
| 1 | Perú      | 10  | 5 | 0 | 205 | 134 | +71  |
| 2 | Uruguay   | 9   | 4 | 1 | 223 | 117 | +106 |
| 3 | Chile     | 8   | 3 | 2 | 222 | 166 | +56  |
| 4 | Argentina | 7   | 2 | 3 | 204 | 154 | +50  |
| 5 | Paraguay  | 6   | 1 | 4 | 121 | 292 | -171 |
| 6 | Bolivia   | 5   | 0 | 5 | 137 | 249 | -112 |

| Perú      | 23 - 21 | Uruguay   |
| Perú      | 38 - 37 | Chile     |
| Perú      | 42 - 32 | Argentina |
| Perú      | 66 - 22 | Paraguay  |
| Perú      | 36 - 22 | Bolivia   |
| Uruguay   | 39 - 33 | Chile     |
| Uruguay   | 30 - 24 | Argentina |
| Uruguay   | 72 - 15 | Paraguay  |
| Uruguay   | 61 - 22 | Bolivia   |
| Chile     | 40 - 27 | Argentina |
| Chile     | 56 - 23 | Paraguay  |
| Chile     | 56 - 39 | Bolivia   |
| Argentina | 66 - 20 | Paraguay  |
| Argentina | 55 - 22 | Bolivia   |
| Paraguay  | 41 - 32 | Bolivia   |

### Final
En esta ronda las cuatro selecciones clasificadas se enfrentaban en seis partidos. 
|   | Equipo    | Pts | G | P | PF  | PC  | Dif |
| - | --------- | --- | - | - | --- | --- | --- |
| 1 | Argentina | 6   | 3 | 0 | 106 | 79  | +27 |
| 2 | Uruguay   | 5   | 2 | 1 | 102 | 82  | +20 |
| 3 | Perú      | 4   | 1 | 2 | 90  | 84  | +6  |
| 4 | Chile     | 3   | 0 | 3 | 77  | 130 | -53 |

Alineación Argentina: Candido Arrua (Santa Fe), Jose Alberto Beltran (Capital Federal), Carlos Jensen Buhl (Capital Federal), Julio Carrasco (Santa Fe), Gustavo Chazarreta (Stgo del Estero), Mario Jiménez (Stgo del Estero), Rafael Lledo (Stgo del Estero), Italo Malvicini (Santa Fe), Marcelino Ojeda (Corrientes), Hector Romagnolo (Capital Federal), Carlos Sanchez (Stgo del Estero), Oscar Serena (Santa Fe). Coach: Saul Ramirez Manfredi.

| Argentina | 32 - 29 | Uruguay |
| Argentina | 34 - 23 | Perú    |
| Argentina | 40 - 27 | Chile   |
| Uruguay   | 66 - 22 | Perú    |
| Uruguay   | 46 - 27 | Chile   |
| Perú      | 44 - 23 | Chile   |

| Argentina         |
| Campeón Argentina |
| Quinto título     |